# Clubbin'
Clubbin' è il secondo singolo di Marques Houston ad essere estratto dal suo album d'esordio MH, sul mercato statunitense, mentre si tratta del suo singolo di lancio nel Regno Unito.
Il brano è stato scritto e prodotto da R. Kelly. Un remix del brano figura la partecipazione di Joe Budden e dello stesso R. Kelly, accreditato col nome Pied Piper. Tuttavia nel video musicale del brano compare soltanto Burden, oltre che l'attrice Tanee McCall.

## Tracce
UK - CD
1. Clubbin' (featuring Joe Budden & Pied Piper) (album version)
2. Clubbin' (featuring Joe Budden) (remix)

UK - Vinyl
1. Clubbin' (featuring Joe Budden & Pied Piper) (album version)
2. Clubbin' (instrumental)
3. Clubbin' (featuring Joe Budden) (remix)
4. Clubbin' (remix instrumental)

## Classifiche
| Classifica (2003)                    | Posizione più alta |
| ------------------------------------ | ------------------ |
| U.S. Billboard Hot 100               | 39                 |
| U.S. Billboard Hot R&B/Hip-Hop Songs | 12                 |
| Rhythmic Top 40                      | 40                 |